# Pécsi Művészeti Gimnázium és Szakgimnázium
A Pécsi Művészeti Gimnázium és Szakgimnázium Pécs művészeti középiskolája a Rókusdomb városrészben.

## Története
1952-ben Antal György vezetésével jött létre az Állami Zeneművészeti Szakiskola, amely 1956-ban felvette Erkel Ferenc nevét. A középiskolás növendékek közismereti tanulmányaikat a Leőwey Klára Gimnázium zenei tagozatos osztályaiban végezték, zenei tanulmányaikat pedig a szakiskolában. 1957-ben a Leőwey Gimnázium négy zenei osztályát Erkel Ferenc Zenegimnázium néven önálló intézménnyé szervezték, az új iskolát ideiglenesen a Széchenyi István Gimnázium épületében helyezték el és külön tantestületet alakítottak ki. A zenei képzés azonban továbbra is az Erkel Ferenc Zeneművészeti Szakiskolában folyt. Az új intézmény a Szent István tér 8. szám alatt önálló épületbe került. 1960-ban megkezdődött a képzőművészeti, majd 1966-ban az iparművészeti képzés is. Az iskola neve ekkor változott Pécsi Művészeti Gimnáziumra, kezdetben egy, majd két osztállyal. A diákok az ország minden tájáról érkeztek, hiszen Magyarországon kevés hasonló intézmény működött. Pécs meghatározó kulturális jelentőségét bizonyítja, hogy a Pécsi Művészeti Gimnáziumban neves művésztanárok oktatták a diákokat. Ekkoriban létesítettek az intézményben műhelyeket és rajztermet.
Az 1961 óta működő és meghatározó jelentőségű Pécsi Balett utánpótlásának biztosítására és Eck Imre kezdeményezésére, 1974-ben elindult a táncművészeti képzés. A táncművészeti szakot 1991-2013 között Uhrik Teodóra Kossuth-díjas táncművész, Apáczai-díjas táncpedagógus vezette. 1967-ben az iskolát Művészeti Szakközépiskolává szervezték át, így a Zeneművészeti Szakiskola középfokú osztályai is beépültek a Művészeti Szakközépiskolába. A struktúraváltozás egyben feladatbővülést is jelentett: a zenei-szakmai képzés feladatának ellátására a tantestület zeneművész tanárokkal egészült ki.
A feladatok bővülésével a Szent István téri épületet kezdte kinőni az intézmény. Az 1980-as évek elején egy új, speciálisan a művészetoktatás céljaira tervezett épületegyüttes nőtt ki a földből a Rókusdombon. Az épületet Getto József Ybl-díjas építész tervezte. 1984-ben elkészült az új iskolaépület első üteme, majd 1988-ban a tantermek átadásával lehetővé vált, hogy a művészeti képzést és az általános közismereti oktatást az addigiaknál lényegesen jobb körülmények között lehessen folytatni, bár több terem mérete, beosztása (pl. balett-termek, műhelyek) elmaradt a kívánatostól. A fejlesztések motorja Gelencsér Géza igazgató volt, aki 1967–1985 között vezette az intézményt. Utódja tíz éven át Rónaky Edit volt, akit Fükéné Walter Mária követett 1995 és 2010 között. Az intézményt 2010-2016 között Rajnai Richárd igazgatta, majd Gosztomné Ivsics Eszter lett az intézményvezető. Az iparművészeti képzések mellett 2002-ben újraindultak a képzőművészeti képzések, így a képző-iparművészeti osztályban már hat szakma oktatását végzik. A zenei képzés orgona tanszakkal bővült. A szakmai képzést olyan meghatározó szakemberek vezették, mint Knoll Éva, Erdős János, Tóth István, Rigó István, Kuti László és Vida Lóránd. 2000-től az intézmény neve Pécsi Művészeti Szakközépiskolára módosult, majd az elnevezésbe 2008-ban bekerült a gimnázium is, hisz a képzési struktúra 2008-ban vált teljessé a gimnáziumi drámaképzés beindításával, melyet Tóth Zoltán és Bagossy László hoztak létre. Az oktatási rendszert érintő legutóbbi törvénymódosítás óta a neve Pécsi Művészeti Gimnázium és Szakgimnázium.
A növendékek rendszeresen lépnek fel különféle városi ünnepélyeken, rendezvényeken. Állandó az együttműködés a Pécsi Nemzeti Színházzal, a Pécsi Balettel, a Pannon Filharmonikusokkal, a Bóbita Bábszínházzal, az Apolló Kulturális Egyesülettel és a Zsolnay Örökségkezelővel.

## Elismerések
A Pécsi Művészeti Gimnázium és Szakközépiskola 2010 óta Akkreditált Kiváló Tehetségpont, 2016 óta Európai Tehetségpont, emellett 2005-ben elnyerte a Magyar Művészetoktatásért Díjat, 2012-ben pedig megkapta Pécs Város Művészeti Díját.

## Híres oktatói
- Almási Éva – Apáczai Csere János-díjas magyartanár
- Bizse János (1920–1981) festő, rajzpedagógus
- Eck Imre (1930–1999) kiváló művész, Liszt- és Kossuth-díjas koreográfus
- Erdős János (1938–) festőművész
- Fükéné Walter Mária – Németh László- és Bonis Bona-díjas, az iskola igazgatója
- Gellér B. István (1946–2018) Munkácsy Mihály-díjas képzőművész
- Kothencz Melinda (1974–) Bonis Bona-díjas oboatanár
- Kovács Zsuzsanna – balettmester
- Kuti László (1965–) szobrászművész, Bonis Bona-díjas művésztanár
- Lantos Ferenc (1929–2014) Kossuth-díjas magyar festő, grafikus, művészpedagógus
- Lovas Pál (1952–) érdemes művész, Liszt Ferenc-díjas táncművész
- Megyimóreczné Schmidt Ildikó Bonis Bona-díjas zongoratanár, igazgatóhelyettes
- Radics Miroslav (1975–) Bonis Bona-díjas klarinéttanár
- Rónaky Edit (1938–2010) Apáczai Csere János-díjas magyartanár, az iskola igazgatója
- R. Fürtös Ilona (1941–2012) Munkácsy Mihály-díjas textilművész
- Simon Béla (1910–1980) Munkácsy Mihály-díjas festő
- T. Surányi Anna (1947–) keramikusművész, ipari formatervező
- Uhrik Teodóra (1943–) a Nemzet Művésze, kiváló művész, Liszt Ferenc- és Kossuth-díjas táncművész, Apáczai-díjas táncpedagógus
- Valkó László (1946–) Munkácsy Mihály-díjas képzőművész, festő- és grafikusművész

## Híres diákjai
- Ádám Krisztián (1976–) Ferenczy Noémi-díjas ötvösművész
- Auth Attila (1960–) Ferenczy Noémi-díjas grafikusművész
- Bachman Gábor (1952–) Kossuth- és Balázs Béla-díjas építész, tervező
- Bachman Zoltán (1945–2015) a nemzet művésze, Prima Primissima díjas, Kossuth- és Ybl Miklós-díjas építész
- Bagossy Levente (1968–) Jászai Mari-díjas díszlettervező
- Balatoni Sándor (1983–) Junior Prima díjas zeneszerző, orgonaművész
- Balogh Máté (1990–) Erkel Ferenc-díjas és Junior Prima díjas zeneszerző, a Zeneakadémia oktatója
- Beischer-Matyó Tamás (1972–) Erkel Ferenc-díjas zeneszerző
- Bencze Csaba – Junior Prima díjas harsonaművész
- Benes Anita – divattervező
- Bicsár Vendel (1947–) Ferenczy Noémi-díjas ötvösművész
- Bora Gábor (1975–) Harangozó Gyula-díjas táncművész
- Czár Gergely (1982–) Harangozó Gyula-díjas táncművész
- Czebe Tünde – Harangozó Gyula-díjas táncművész
- Cziegler Balázs (1983–) Junior Prima díjas díszlettervező
- Ernszt András (1973–) Munkácsy Mihály-díjas festőművész
- Faltis Alexandra (1962–) IBBY díjas meseillusztrátor, grafikus, művésztanár
- Fischer György (1956–2012) Munkácsy Mihály-díjas szobrászművész
- Gaál Tamás (1962–) érdemes művész, Munkácsy Mihály-díjas szobrászművész
- Gyenis Tibor (1970–) Munkácsy Mihály-díjas képzőművész
- Gyöngyössy Zoltán (1958–2011) Liszt Ferenc-díjas fuvolaművész
- Hegedűs 2 László (1950–) Munkácsy Mihály-díjas képzőművész, fotóművész
- Hopp-Halász Károly (1946–2016) Munkácsy Mihály-díjas képzőművész
- Husz Ágnes – Ferenczy Noémi-díjas keramikusművész
- Jandó Jenő (1952–) érdemes művész, Prima Primissima, Liszt Ferenc- és Kossuth-díjas zongoraművész
- Jegenyés János (1946–2008) Ferenczy Noémi-díjas üvegművész
- Jobbágy Valér (1947–) Liszt Ferenc-díjas karnagy
- Jónás Zsuzsa – Harangozó Gyula-díjas táncművész
- Kertészfi Ágnes (1952–) Ferenczy Noémi-díjas üvegművész
- Kovács Sándor (1950–) Erkel Ferenc- és Lajtha László-díjas zenetörténész, zenepedagógus
- Krausz Alíz (1976–) Harangozó Gyula-díjas táncművész
- Ligeti András (1953–2021) érdemes művész, Liszt Ferenc- és Kossuth-díjas hegedűművész
- Mester Éva (1947–) üvegművész
- Millei Ilona – Ferenczy Noémi-díjas restaurátor
- Molnár Zsolt – Harangozó Gyula-díjas táncművész
- Mórocz Adrienn (1986–) Junior Prima díjas bábművész
- Nagy Franciska (1943–2022) József Attila-díjas (1998) író
- Nagy Grácia – Harangozó Gyula-díjas táncművész
- Nagy Írisz (1982–) Harangozó Gyula-díjas táncművész
- Neumayer Károly (1954–) Liszt Ferenc-díjas karnagy
- Palotás József (1947–) Munkácsy Mihály-díjas szobrászművész
- Pauli Anna (1944–) Munkácsy Mihály-díjas textilművész
- Pinczehelyi Sándor (1946–) érdemes művész, Munkácsy Mihály-díjas grafikus
- Pócs Péter (1950–) Munkácsy Mihály-díjas grafikusművész
- Rezes Judit (1977–) Jászai Mari-díjas színművész
- Samu Géza (1947–1990) Munkácsy Mihály-díjas szobrászművész
- ifj. Sánta Ferenc (1945–2024) a nemzet művésze, Liszt Ferenc- és Kossuth-díjas hegedűművész
- Seres Dóra (1980–) Junior Prima díjas fuvolaművész
- Sümegi Eszter (1965–) érdemes művész, operaénekes
- Šwierkiewicz Róbert (1942–2019) Munkácsy Mihály-díjas festőművész
- Székely Szilveszter – Junior Prima díjas táncművész
- Szigeti Oktávia – Harangozó Gyula-díjas táncművész
- Szkladányi Péter (1944–2003) Lajtha László-díjas fuvolaművész
- Thész Gabriella (1949–) érdemes művész, Liszt Ferenc-díjas karnagy
- Tihanyi Ákos (1976–) koreográfus
- Tresz Zsuzsanna (1956–2025) Jászai Mari-díjas díszlet- és jelmeztervező
- Uherkovich Ágnes (1943–) Ferenczy Noémi-díjas belsőépítész
- Ujvári Katalin – Harangozó Gyula-díjas táncművész
- Valkó László (1946–) Munkácsy Mihály-díjas festőművész
- Vati Tamás (1968–) Harangozó Gyula-díjas táncművész
- Velekei László (1978–) Harangozó Gyula-díjas táncművész

## Külső hivatkozások
- Hivatalos weboldal